# Arts & Entertainment
Albums par Masta Ace
Hits U Missed Vol. 5: The Pre-Mixes
(2008) MA Doom: Son of Yvonne
(2012)
Albums par Edo. G
Acting
(2008) A Face in the Crowd
(2011)
Arts & Entertainment est un album collaboratif des rappeurs Masta Ace et Edo. G, sorti le 6 octobre 2009.

## Liste des titres
| No  | Titre                                                             | Contient un (des) sample(s) de         | Durée |
| --- | ----------------------------------------------------------------- | -------------------------------------- | ----- |
| 1.  | T.V. Night                                                        |                                        | 0:47  |
| 2.  | Hands High (featuring Tara « Jamelle » Jones)                     |                                        | 3:41  |
| 3.  | Fans (featuring Large Professor)                                  |                                        | 4:16  |
| 4.  | A's & E's (This Is What We Do) (featuring Marsha Ambrosius)       |                                        | 4:00  |
| 5.  | Rocsi                                                             |                                        | 0:36  |
| 6.  | Little Young                                                      |                                        | 3:07  |
| 7.  | Reminds Me                                                        | In the Summertime de Michael Henderson | 2:40  |
| 8.  | Black Ice Interlude                                               |                                        | 0:39  |
| 9.  | Good Music (featuring Light et Posdnuos)                          |                                        | 4:02  |
| 10. | Power Out                                                         |                                        | 0:38  |
| 11. | Pass Da Mic (featuring KRS-One)                                   |                                        | 3:13  |
| 12. | Over There                                                        |                                        | 3:12  |
| 13. | Round and Round (featuring DoItAll)                               |                                        | 3:31  |
| 14. | Hot Wangs                                                         |                                        | 0:45  |
| 15. | Ei8ht Is Enuff                                                    |                                        | 3:11  |
| 16. | Here I Go Again (featuring Jamelle Bundy)                         |                                        | 3:17  |
| 17. | You Me & Some Snacks                                              |                                        | 0:34  |
| 18. | Dancin' Like a White Girl (featuring Chester French et Pav Bundy) |                                        | 5:17  |
| 19. | Untitled                                                          |                                        | 3:25  |